# Deborah Allan
Deborah Allan (21 de julio de 1975) es una deportista británica que compitió en judo. Ganó tres medallas en el Campeonato Europeo de Judo entre los años 1994 y 1999.

## Palmarés internacional
| Campeonato Europeo | Campeonato Europeo      | Campeonato Europeo | Campeonato Europeo |
| Año                | Lugar                   | Medalla            | Categoría          |
| ------------------ | ----------------------- | ------------------ | ------------------ |
| 1994               | Gdańsk (Polonia)        | Medalla de bronce  | –52 kg             |
| 1998               | Oviedo (España)         | Medalla de plata   | –57 kg             |
| 1999               | Bratislava (Eslovaquia) | Medalla de oro     | –52 kg             |